# Tykocin
Tykocin là một thị trấn nhỏ thuộc hạt Białystok, tỉnh Podlaskie, phía đông bắc Ba Lan. Từ năm 1975-1998, thị trấn nằm trong tỉnh Białystok, kể từ năm 1999 đến nay, nó thuộc quyền quản lý của tỉnh Podlaskie. Thị trấn nằm trên sông Narew và là một trong những khu định cư lâu đời nhất trong khu vực. Tính đến năm 2012, dân số của thị trấn là 2.010 người.

## Lịch sử của thị trấn
Thị trấn Tykocin được thành lập từ thế kỷ thứ 11. Tykocin được trao đặc quyền thị trấn theo luật Magdeburg bởi hoàng tử Janusz I của Warsaw vào năm 1425, nhưng vài tháng sau đó, nó được vua Ba Lan Władysław II Jagiełło (Jogaila) chuyển giao cho Grand Duchy của Litva.
Vào khoảng năm 1433, Công tước Sigismund Kęstuta đã trao thị trấn cùng với những ngôi làng xung quanh khác cho Jonas Gostautas và nó giữ một vị trí vô cùng quan trọng đối với dòng họ quý tộc Gostautai của Litva. Vào những năm 1560, sau khi thành viên cuối cùng của dòng họ này không còn nữa, thị trấn được vua Ba Lan và Hoàng tử Litva Zygmunt II của Ba Lan mua lại. Sau đó, nó trở thành tài sản của Vương quốc Ba Lan, cuối cùng được trao cho Hetman Stefan Czarniecki. Thông qua cuộc hôn nhân của các con gái Czarniecki, nó được truyền lại cho dòng họ Branicki.
Năm 1795, Izabella Poniatowska-Branicka đã bán thị trấn cho nước Phổ. Năm 1807, thị trấn bị Đế quốc Nga sáp nhập theo kết quả của Hiệp ước Tilsit. Năm 1815, thị trấn được khôi phục lại Ba Lan. Năm 1950, Tykocin mất đặc quyền thị trấn do dân số giảm mạnh trong Chiến tranh thế giới lần thứ hai và giành lại vị thế này vào năm 1993.

## Những địa điểm tham quan nổi tiếng trong thị trấn
- Lâu đài Tykocin - được xây dựng trước năm 1469 và được xây dựng lại một phần vào năm 2005
- Giáo đường Do Thái Bejt ha-Kneset ha-Godol theo phong cách kiến trúc Baroque - được xây dựng vào năm 1642, một trong những khu bảo tồn tốt nhất ở Ba Lan và là một điểm thu hút khách du lịch lớn.
- Nhà thờ Holy Trinity theo phong cách kiến trúc Baroque - được thành lập vào năm 1742 bởi Jan Klemens Branicki
- Tu viện theo phong cách kiến trúc Baroque - được xây dựng từ năm 1771
- Bệnh viện quân đội cũ - được xây dựng từ năm 1755
- Nghĩa trang Do Thái - một trong những nghĩa trang lâu đời nhất ở Ba Lan

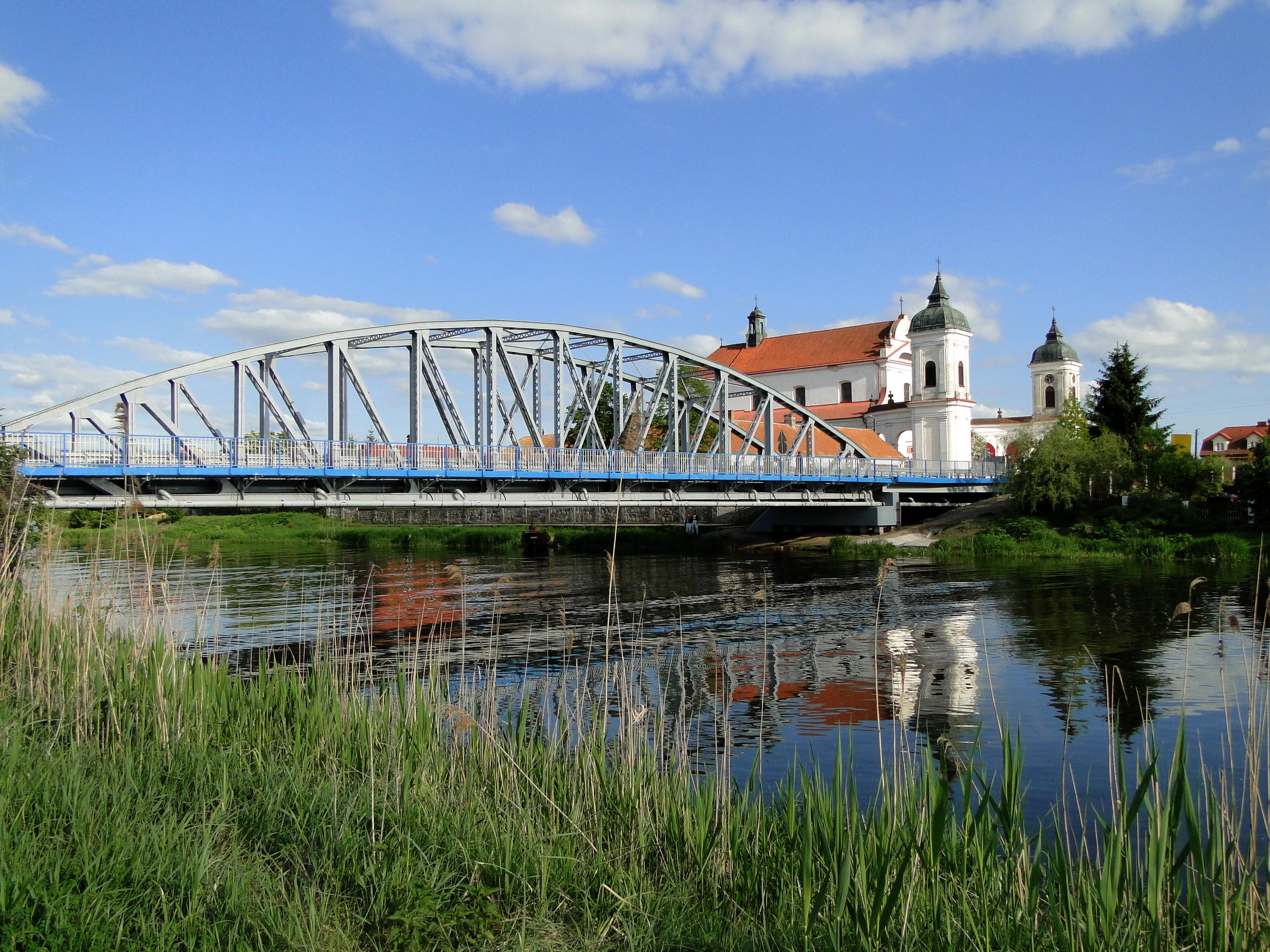
Nhà thờ Holy Trinity và Cầu sông Nerew
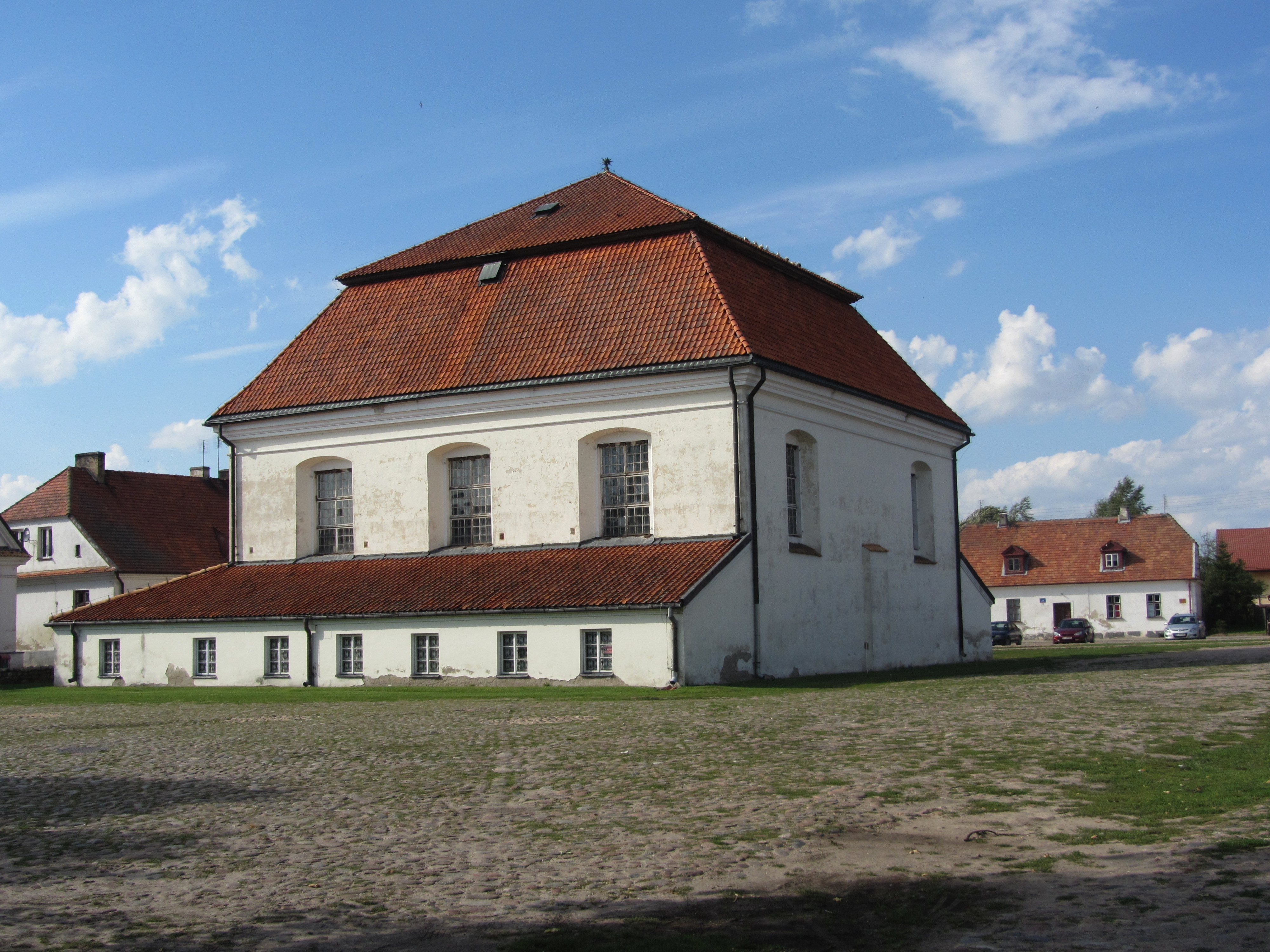
Giáo đường Do Thái Baroque
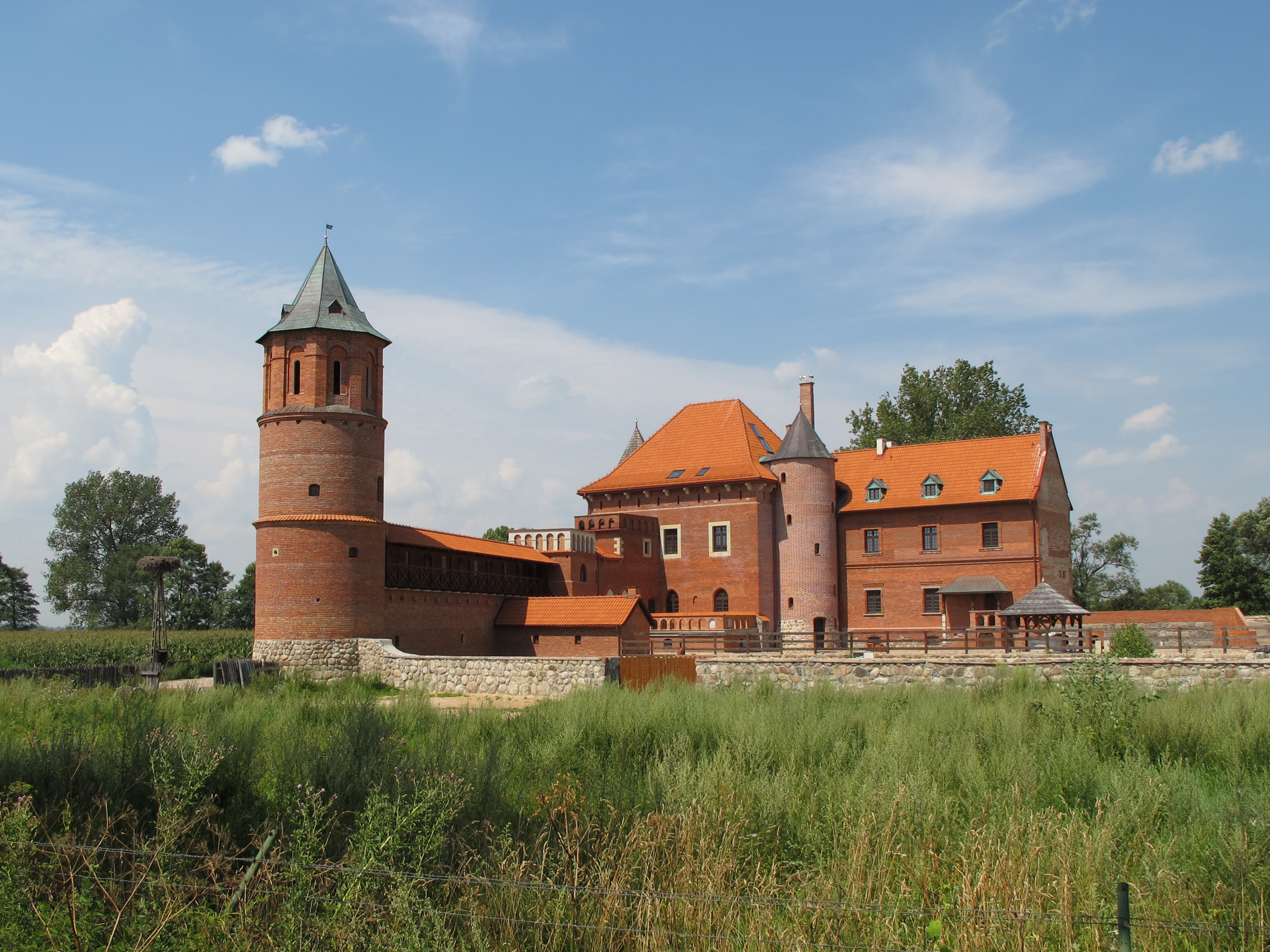
Lâu đài sau khi tái thiết
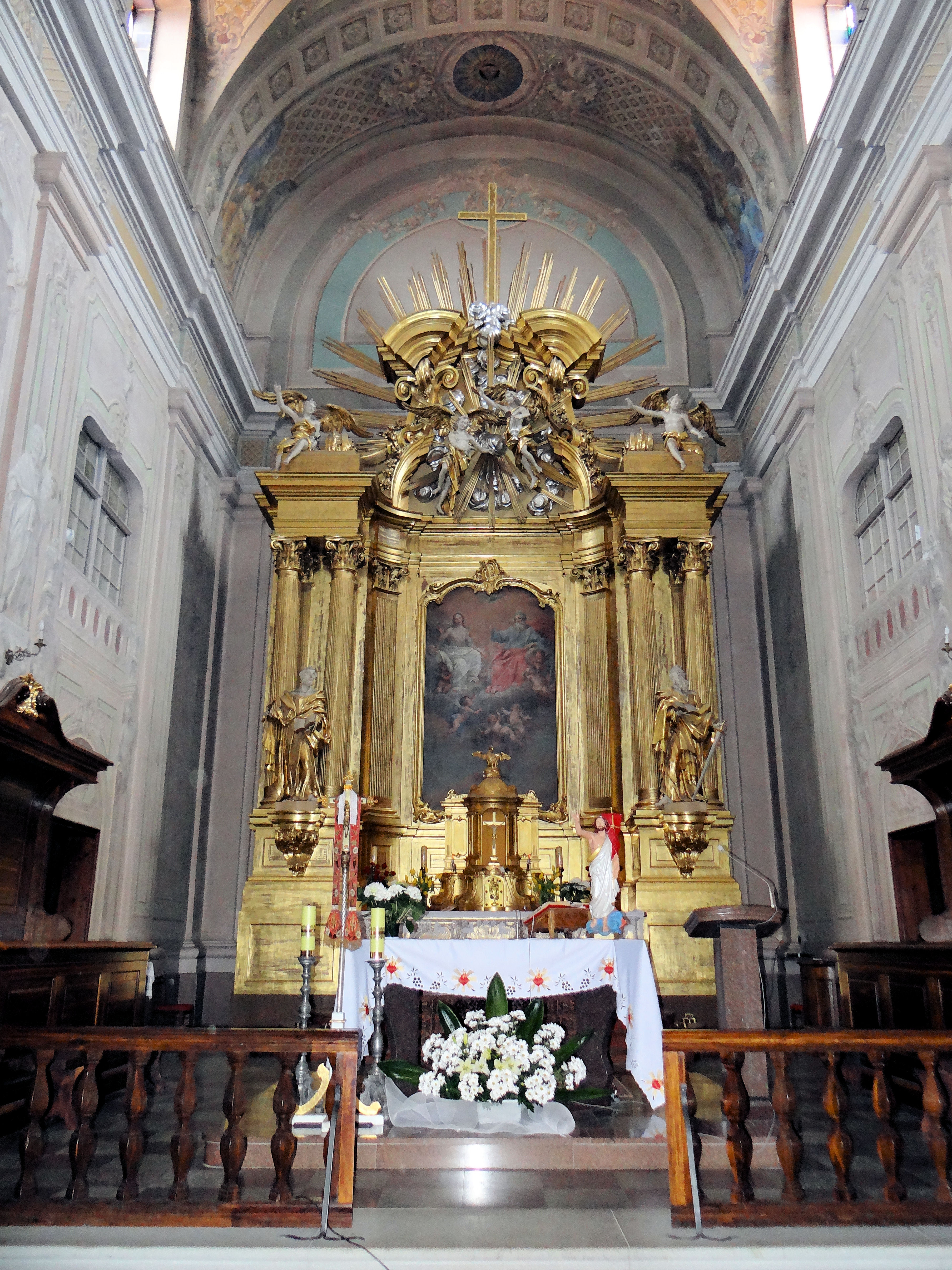
Bàn thờ chính tại Holy Trinity
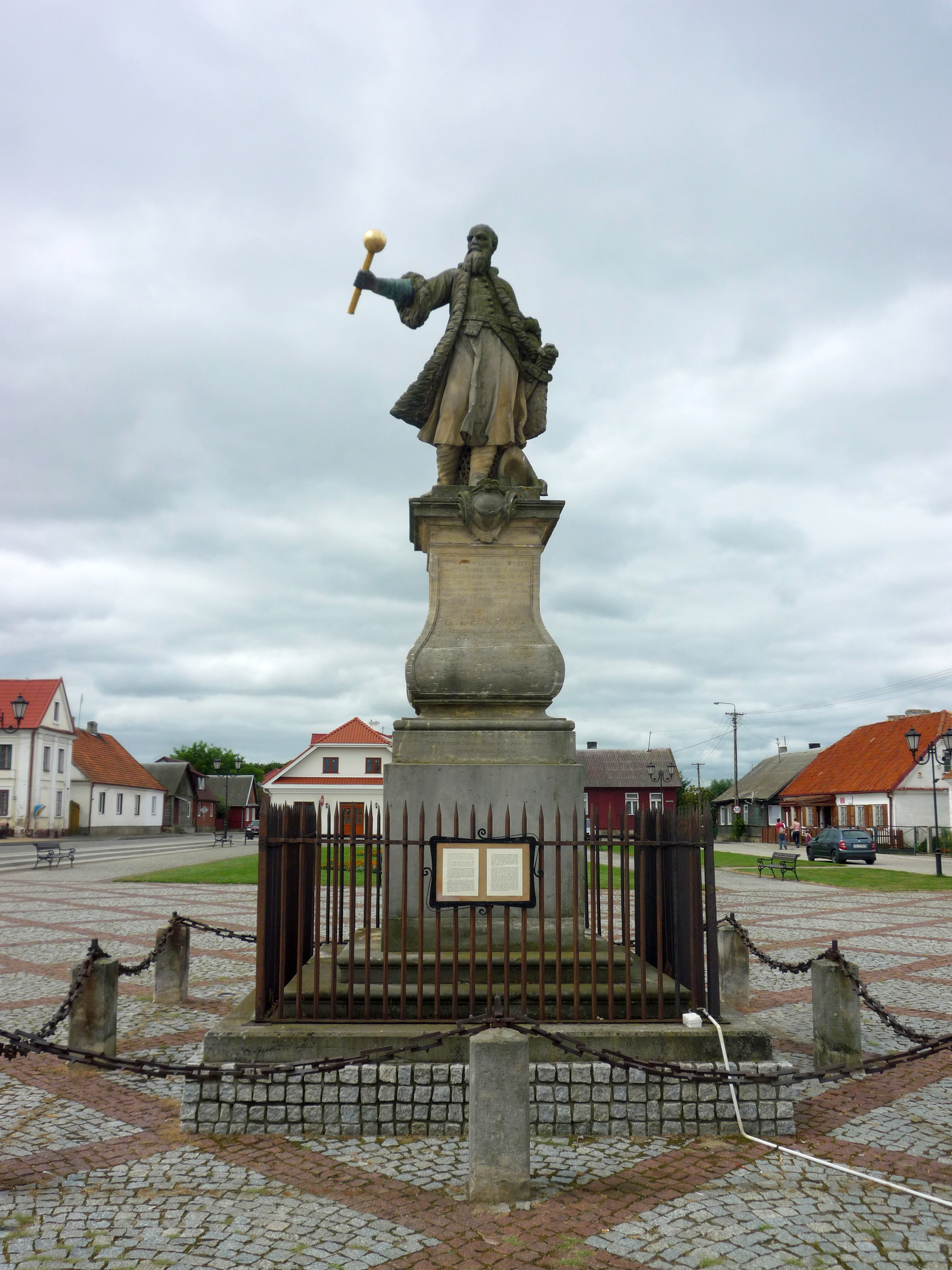
Tượng đài Stefan Czarniecki trên quảng trường

## Những nhân vật nổi tiếng xuất thân từ thị trấn
- Joshua Höschel ben Joseph - một giáo sĩ Ba Lan sinh ra ở Wilno
- Bolesław Gebert - một quan chức của Đảng Cộng sản
- Ukasz Górnicki - Thủ tướng Sigismund Augustus của Ba Lan
- Mikołaj Ostroróg - một nhà quý tộc Ba Lan-Litva
- Janusz Radziwiłł (1612-1655) - hoàng tử Ba Lan
- Paweł Jan Sapieha, Hetman - chỉ huy quân sự
- Rebecca bat Meir Tiktiner (mất năm 1550)
- Krzysztof Wiesiołowski